# Achille Valenciennes
Achille Valenciennes (9 de agosto de 1794 - 13 de abril de 1865) fue un zoólogo francés.

## Biografía
Valenciennes nació en París, y aprendió de Georges Cuvier. Su estudio sobre los gusanos parásitos en humanos hizo una importante contribución a la parasitología. También llevó a cabo diversas clasificaciones, uniendo fósiles y las especies actuales.
Trabajó junto a Cuvier en los 22 v. de "Histoire naturelle des poissons" (Historia Natural de los peces) desde 1828 a 1848, finalizándolo solo luego de la muerte de Cuvier en 1832.
Se convirtió en miembro de la Academia de las Ciencias en 1844. También en 1844 fue nombrado ayudante en el Museo Nacional de Historia Natural, donde estuvo enseñando zoología.

## Algunas publicaciones
- 1822. Sur le sous-genre Marteau, Zygaena. Memoires du Museum National d'Histoire Naturelle 9: 222-228, pls. 1-2.

- 1824. Description du cernié: Polyprion cernium. Memoires du Museum National d'Histoire Naturelle 11: 265-269, Pl. 17.

- 1832. Nouvelles observations sur le capitan de Bogotá, Eremophilus mutisii. A: Voyage de Humboldt et Bonpland, 2ª parte. Observations de Zoologie et d'Anatomie comparée. París. Voyage de Humboldt et Bonpland, 2ª parte. 2 (Title page 1833): 341-348.

- 1832. Descriptions de plusieurs espèces nouvelles de poissons du genre Apogon. Nouvelles Annales du Muséum d'Histoire Naturelle (Paris) 1: 51-60, Pl. 4.

- 1832. Description d'une grande espèce de squale, voisin des leiches. Nouvelles Annales du Muséum d'Histoire Naturelle (Paris) 1: 454-468, Pl. 20.

- 1832. Poissons p. 337-399, pls. 1-4. A: Voyage aux Indes-Orientales, publié par Charles Bélanger. París. Poissons. p. 337-399, Pls. 1-4.

- 1834-1842. Poissons (plates). A: A. d'Orbigy. Voyage dans l'Amérique méridionale. Voyage dans l'Amérique méridionale.. pls. 1-16.

- Cuvier, G. & A. Valenciennes, 1837. Histoire naturelle des poissons. Tomo doce. Suite du livre quatorzième. Gobioïdes. Libro quince. Acanthoptérygiens à pectorales pédiculées. Histoire naturelle des poissons. 12: i-xxiv + 1-507 + 1 p., Pls. 344-368.

- 1837-1844. Ichthyologie des îles Canaries, ouhistoire naturelle des poissons rapportés par Webb & Berthelot. A: P. B. Webb & S. Berthelot. Histoire naturelle des îles Canaries. París, 1835-1850. Ichthyologie des îles Canaries, ou histoire naturelle des poissons rapportés × Webb & Berthelot. 2 (pt 2).

- 1838-1842. Les poissons. A: Cuvier, G., Le règne animal distribué d'après son organisation, pour servir de base à l'historie naturelle des animaux, et d'introduction a l'anatomie comparée. 3ª ed. Le règne animal distribué d'après son organisation, ...

- 1839. Quelques observations sur les Poissons que M. Pentland a rapportés du lac Titicaca et des autres points élevés des Andes. L'Institut 7: 118.

- 1841. "Aspidophoroide. Dictionnaire universel d’histoire naturelle." C. d’Orbigny (dir.) v. 2: 237–238.

- 1846. Table + Ichthyology pls. 1-10. A: A. du Petit-Thouars. Atlas de Zoologie. Voyage autour du monde sur la frégate "la Vénus", 1836-1839.

- 1847. Poissons. Catalogue des principales espèces de poissons, rapportées de l'Amérique méridionale. A. d'Orbigny. Voyage dans l'Amérique méridionale. 5 (pt 2): 1-11.

- 1855. Ichthyologie p. ii-iii + 297-351. A. du Petit-Thouars. Voyage autour du monde sur la frégate "la Vénus", pendant les années 1836-1839. Zoology. París.

- 1858. "Description d’une nouvelle espèce d’Aspidophore pêché dans l’une des anses du port de l’empereur Nicolas..."C. R. Acad. Sci. Paris, v. 47: 1040–1043.

- 1861. Rapport sur les collections des espèces de mammifères déterminées par leurs nombreaux ossements fossiles recueillis par M. Albert Gaudry, à Pikermi, près d'Athènes, pendant son voyage en Attique. Comptes Rendus Hebdomadaires des séances de l'Académie des sciences 52: 1295-1300.

- 1862. Description de quelques espèces nouvelles de poissons envoyées de Bourbon par M. Morel, directeur du Muséum d'Histoire naturelle de cette île. Comptes Rendus Hebdomadaires des séances de l'Académie des sciences 54: 1165-1170; 1201-1207.

## Honores

### Eponimia
- Acropora valenciennesi, Milne Edwards & Haime, 1860
- Ophiacantha valenciennesi, Lyman 1879
- Glossodoris valenciennesi, Cantraine 1835
- Hypselodoris valenciennesi, Cantraine 1841
- Lithuaria valenciennesi, d'Hondt 1984
- Montastrea valenciennesi, Milne Edwards & Haime 1848
- Symphyllia valenciennesi, Milne Edwards & Haime 1849
- Oculina valenciennesi, Milne Edwards & Haime 1850
- Callionymus valenciennei, Temminck & Schlegel 1845[2]

## Abreviatura (zoología)
La abreviatura Valenciennes  se emplea para indicar a Achille Valenciennes como autoridad en la descripción y taxonomía en zoología.

- Datos: Q340257
- Multimedia: Achille Valenciennes / Q340257
- Especies: Achille Valenciennes